# Dole, Jura
Dole là một xã trong vùng hành chính Franche-Comté, thuộc tỉnh Jura, quận Dole, tổng Dole-Nord-Est und Dole-Sud-Ouest. Tọa độ địa lý của xã là 47° 05' vĩ độ bắc, 05° 29' kinh độ đông. Dole nằm trên độ cao trung bình là 213 mét trên mực nước biển, có điểm thấp nhất là 196 mét và điểm cao nhất là 341 mét. Xã có diện tích 38,38 km², dân số vào thời điểm 1999 là 24.949 người; mật độ dân số là 650 người/km².

## Thông tin nhân khẩu
| 1962   | 1968   | 1975   | 1982   | 1990   | 1999   |
| ------ | ------ | ------ | ------ | ------ | ------ |
| 24 730 | 27 419 | 29 295 | 26 889 | 26 577 | 24 949 |

## Nhân vật nổi tiếng
- Jean Denis Attiret, nhà truyền đạo Dòng Tên, họa sĩ
- Michel Chapuis, nghệ sĩ đàn ống
- Claude François de Malet, tướng quân đội
- Louis Pasteur, nhà sinh vật học

## Địa điểm tham quan
Nhà thờ Đức bà từ thế kỉ 16 có tháp cao 75 mét.

## Thành phố kết nghĩa
- Lahr, Baden-Württemberg, Đức từ 1962
- Northwich, Cheshire, Anh